# Hans Hagerup Falbe

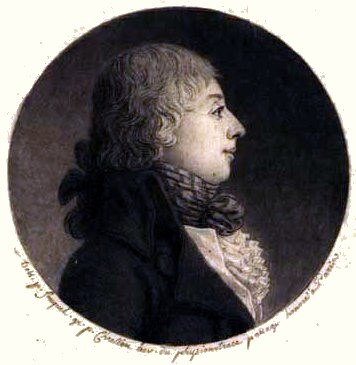
Hans Hagerup Falbe

Hans Hagerup Falbe (* 7. Februar 1772 in Kopenhagen; † 17. Oktober 1830 in Stockholm) war ein norwegischer Komponist und Politiker dänischer Herkunft.

## Leben
Er studierte an der Universität Kopenhagen. In dieser Stadt wirkte er von 1801 bis 1809 als Rechtsassessor. 1809 kam er als Assessor des Höchsten Gerichts nach Norwegen, wo er 1814 norwegischer Staatsbürger wurde. Von 1822 bis zu seinem Tod war er Minister. Während der Jahre 1810–1820 übte er großen Einfluss auf das Musikleben von Christiania (heute Oslo) aus, indem er als Dirigent, Komponist und Schauspieler wirkte.
Seine Musik, die in einfachem Stil gehalten ist, verrät Einflüsse der Wiener Klassik. Er genoss hohes Ansehen bei seinen Zeitgenossen, und seine Musik blieb längere Zeit im norwegischen Konzertrepertoire. Er war einer der ersten Komponisten, dessen Musik in Norwegen gedruckt wurde. Erhaltene Werke: Die Nacht – ein musikalisches Gemälde (1805), Sinfonie in D-Dur, Trauerkantate für John Collett (1810), Geheime-Overfinanzraaden (Singspiel, 1825), drei Streichquartette und vieles mehr.